# Erica Anderson
Erica Anderson, geborene Erika Kellner (geboren am 8. August 1914 in Wien; gestorben am 23. September 1976 in Great Barrington, Massachusetts) war eine österreichisch-amerikanische Kamerafrau, Fotografin und Dokumentarfilmerin.

## Leben
Anderson wurde 1914 als Erika Kellner in eine jüdische Familie in Wien geboren. Ihr Vater war der Arzt Eduard Kellner, ihre Mutter Ilona Rosenberg; sie war die jüngere von zwei Töchtern. Wie viele junge Frauen aus gutbürgerlichen jüdischen Familien im Wien der Zeit, bildete sie sich zur Fotografin aus. Sie absolvierte die Graphische Lehr- und Versuchsanstalt und anschließend eine Ausbildung im Foto-Studio von Georg Fayer.
Am 9. November 1938 floh sie vor dem Nationalsozialismus nach London und fand dort Arbeit in Kunstgalerien. In England heiratete sie 1939 den Arzt William Adrian Collier Anderson. 1940 emigrierte sie in die USA und studierte Fotografie am New York Institute of Photography. 1945 schloss sie ihr Studium ab, ließ sich scheiden und wurde amerikanische Staatsbürgerin. Sie eröffnete im gleichen Jahr ein eigenes Fotostudio in New York, um ihren Lebensunterhalt zu verdienen, und betrieb dieses bis 1965.
Sie war eine der ersten professionellen Kamerafrauen in den USA. 
In den 1940er Jahren begann sie, für Falcon Films Dokumentarfilme zu drehen, so etwa 1947 einen über den Bildhauer Henry Moore und 1950 Grandma Moses über die gleichnamige Malerin. Letzterer, unter der Regie von Jerome Hill, war für den Oscar als bester Kurzfilm nominiert.
Während mehrerer Reisen nach Afrika in den 1950er Jahren lernte sie Albert Schweitzer kennen. Sie machte zahlreiche Fotografien von ihm und war bei einem 1957 veröffentlichten Dokumentarfilm über Schweitzer Kamerafrau. Der Film war auf ihre Initiative hin gedreht worden; Anderson überzeugte Schweitzer von dem Projekt. Der Film Albert Schweitzer wurde über sechs Jahre hinweg gedreht und wurde Andersons bekanntester Film. Erneut war Jerome Hill Regisseur und Produzent. Der Film erhielt 1958 den Oscar als Bester Dokumentarfilm.

1965 schuf sie in Zusammenarbeit mit Schweitzers Tochter einen zweiten Dokumentarfilm über ihn, den 44-minütigen Farbfilm The Living Work of Albert Schweitzer. 1966 eröffnete sie ein Jahr nach Schweitzers Tod in Great Barrington in Massachusetts ein Museum über ihn, das Albert Schweitzer Friendship House.
Ihre Fotografien erschienen in Zeitschriften wie Life und Look.
Erica Anderson starb im Alter von 62 Jahren an einem Herzinfarkt in ihrem Haus in Great Barrington.

## Filmografie
- 1947: Henry Moore
- 1948: French Tapestries Visit America
- 1950: Grandma Moses
- 1957: Albert Schweitzer
- 1958: No Man Is a Stranger
- 1965: The Living Work of Albert Schweitzer